# Dirk van Cloon
Dirk van Cloon (Batavia, 1684 – Batavia, 10 de Março de 1735), também grafado Dirck van Cloon ou Theodoor van Cloon, foi governador-geral das Índias Orientais Neerlandesas (gouverneur-generaal). Era de origem euroasiática e faleceu de malária com 46 anos de idade.